# Yannick Glatthard
Yannick Glatthard (* 14. ledna 1998 Meiringen) je švýcarský horolezec a reprezentant v ledolezení, vicemistr světa, Evropy a juniorský mistr světa v ledolezení na obtížnost.

## Výkony a ocenění
- 2015: juniorský mistr světa v ledolezení
- 2016: vicemistr Evropy
- 2017: vicemistr světa a juniorský mistr světa
- 2019: bronz v celkovém hodnocení světového poháru, dvě zlaté medaile ze závodů, juniorský mistr světa

### Závodní výsledky
| Mistrovství světa v ledolezení | Mistrovství světa v ledolezení | Mistrovství světa v ledolezení |
| Rok                            | 2015                           | 2017                           |
| ------------------------------ | ------------------------------ | ------------------------------ |
| Obtížnost                      | 6                              | 2                              |

| Světový pohár v ledolezení | Světový pohár v ledolezení | Světový pohár v ledolezení | Světový pohár v ledolezení | Světový pohár v ledolezení | Světový pohár v ledolezení | Světový pohár v ledolezení |
| Rok                        | 2014                       | 2015                       | 2016                       | 2017                       | 2019                       | 2020                       |
| -------------------------- | -------------------------- | -------------------------- | -------------------------- | -------------------------- | -------------------------- | -------------------------- |
| Obtížnost                  | 21                         | 8                          | 5                          | 6                          | 3                          | 7                          |
| jednotlivě* (2/3/3)        | -,-,10, 18,-               | -,-,5, · 6,,-              | 9,-, · ,                   | 9,, · ,14,7                | -,-,, · 5,4,               | -,,5                       |

* poznámka: napravo jsou poslední závody v roce
| Mistrovství Evropy v ledolezení | Mistrovství Evropy v ledolezení | Mistrovství Evropy v ledolezení |
| Rok                             | 2016                            | 2020                            |
| ------------------------------- | ------------------------------- | ------------------------------- |
| Obtížnost                       | 2                               | 4                               |

| Mistrovství světa juniorů v ledolezení | Mistrovství světa juniorů v ledolezení | Mistrovství světa juniorů v ledolezení | Mistrovství světa juniorů v ledolezení | Mistrovství světa juniorů v ledolezení |
| Rok                                    | 2015 U19                               | 2016 U19                               | 2017 U22                               | 2019 U22                               |
| -------------------------------------- | -------------------------------------- | -------------------------------------- | -------------------------------------- | -------------------------------------- |
| Obtížnost                              | 1                                      | 7                                      | 1                                      | 1                                      |
| Rychlost                               | 3                                      | —                                      | 9                                      | —                                      |